# Цифровые системы возбуждения
Цифрова́я систе́ма возбужде́ния — микропроцессорная система возбуждения синхронных машин. Предназначена для автоматического управления возбуждением регулируемым постоянным током генераторов на электростанциях (турбогенераторов, гидрогенераторов), синхронных компенсаторов реактивной мощности, а также синхронных двигателей промышленных установок в нормальных и аварийных режимах. Применение цифровых систем возбуждения дает возможность реализации высокоэффективных алгоритмов управления возбуждением, обеспечивающих устойчивую работу управляемой электрической машины в синхронном режиме, её защиту в аварийных ситуациях, а также энергосбережение, выбор наилучшего режима сети установкой оптимального коэффициента мощности cos(φ), сбор, запись и отображение информации для оценки состояния аппаратуры и синхронной машины. Также использование цифровых систем возбуждения даёт возможность стабилизации режима работы генератора в сети, поддерживая необходимое напряжение при небольших его изменениях, а также при больших снижениях форсированием тока возбуждения.
Внедрение цифровых систем возбуждения позволяет добиться наиболее оптимальных режимов работы синхронной машины, которые недостижимы при использовании релейно-контакторных, аналоговых схем и непрограммируемых цифровых систем с жёсткой логикой.

## История создания
Первая система возбуждения полностью микропроцессорного управления была изготовлена и внедрена в 1989 году компанией ABB, до этого статические тиристорные системы возбуждения были в основном аналоговыми. Начиная с 2007 года ABB выпускает шестое поколение статических систем возбуждения UNITROL-6000.